# Odontadenia geminata
Odontadenia geminata là một loài thực vật có hoa trong họ La bố ma. Loài này được (Hoffmanns. ex Roem. & Schult.) Müll.Arg. mô tả khoa học đầu tiên năm 1860.